# 无姓
无姓為中文姓氏之一，未列入《百家姓》中，河南新鄭縣有無氏，當系無庸、無忌、無鉤等氏之后。
如今，無姓較為罕見。

## 起源
- 以国为氏，《郡国志》载：“古无国，在颍川。”意为”以国为氏“
- 出自姬姓，《姓考》载：“郑公子后。或云：无氏出尧臣之后。”《郑世家》记载：“有无公，出于许。”为郑国吞并许国旧地后，郑公子以封地许姓无。
- 源自任姓，《山海经》：“有牛黎之国。有人无骨，儋耳之子。有继无民，继无民，任姓，无骨子，食气、鱼。又有无肠国，是任姓，无继子，食鱼。”

## 延伸阅读
[在维基数据编辑]
 《欽定古今圖書集成·明倫彙編·氏族典·無姓部》，出自陈梦雷《古今圖書集成》